# Epinotia cedricida
Epinotia cedricida is een vlinder uit de familie bladrollers (Tortricidae). De wetenschappelijke naam is voor het eerst geldig gepubliceerd in 1969 door Diakonoff.
De soort komt voor in Europa.